# Osobní vodní doprava na Vltavě

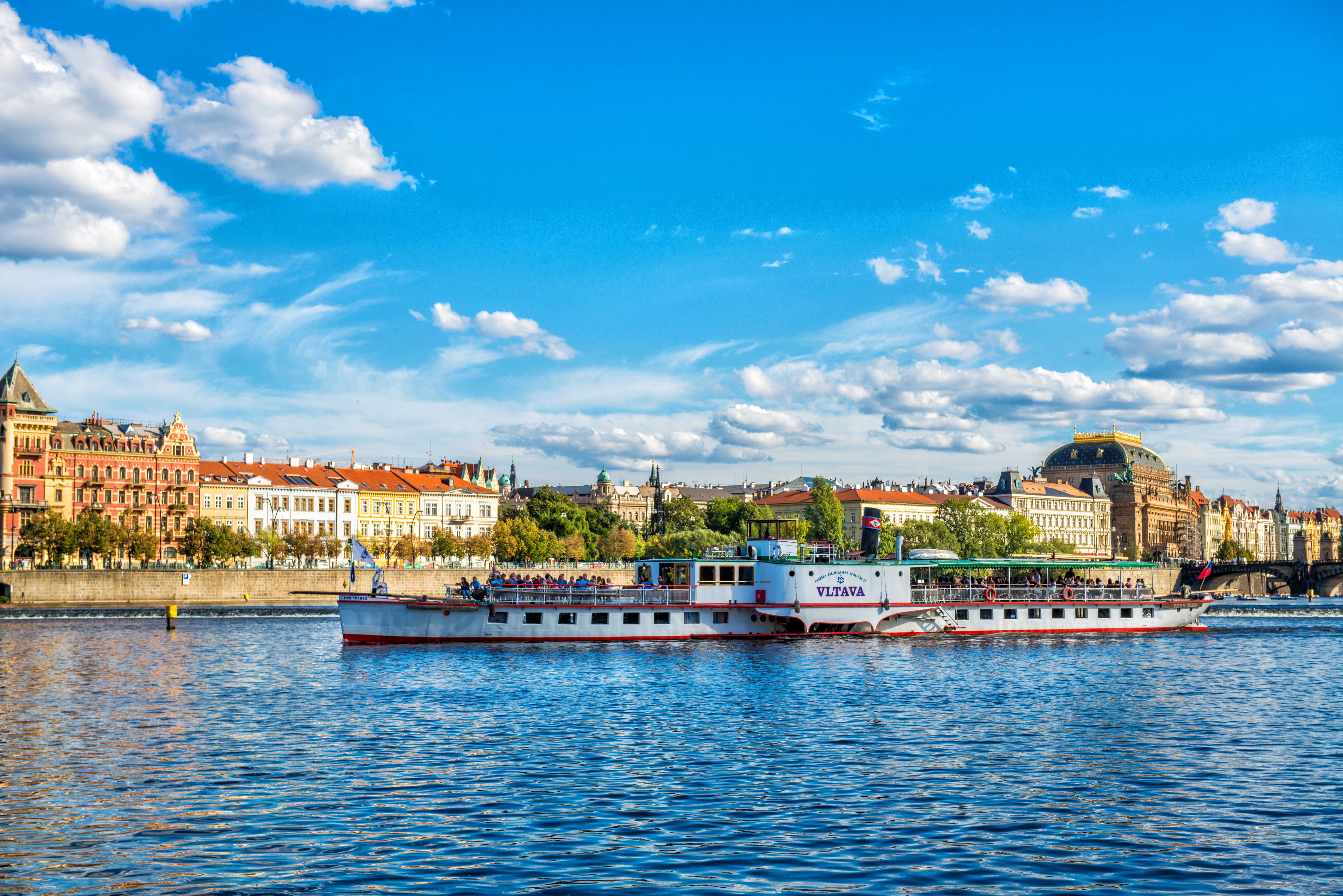
Parník Vltava společnosti Pražská paroplavební společnost v Praze na Vltavě

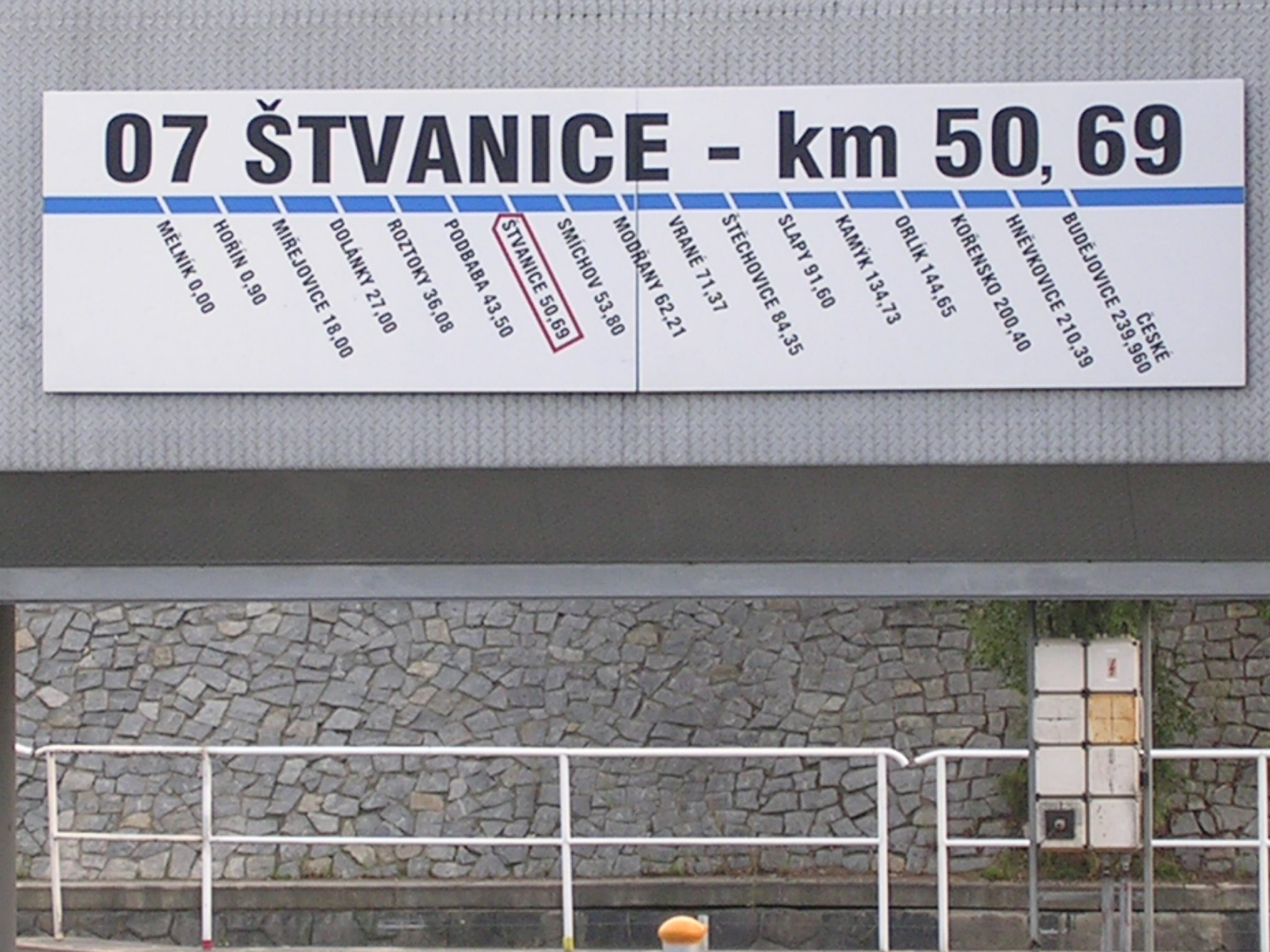
Schéma vodní cesty na dolní Vltavě

Vodní doprava na Vltavě má dlouhou tradici. Voroplavba pro přepravu dřeva a dalších nákladů, příležitostně i osob, je na Vltavě stejně jako na dalších českých řekách provozována minimálně od středověku. Dopravu přes Vltavu také zajišťovalo a zajišťuje mnoho přívozů. Podmínky pro lodní dopravu se změnily výstavbou Vltavské kaskády, která v některých úsecích plavbu umožnila nebo usnadnila, v jiných naopak ztížila nebo znemožnila. Po většině délky toku a na přehradních jezerech prosperuje rekreační osobní linková lodní doprava. Horní tok Vltavy je oblíbeným místem rekreační kanoistiky.

## Historie
V Praze jezdí parníky po Vltavě již od 40. let 19. století. 1. června 1817 zkoušel Josef Božek ve Stromovce svůj parní kolesový člun. V květnu 1841 zkoušeli stavitel Joseph John Ruston a majitel John Andrews v Praze parník Bohemia. Za dobrých plavebních podmínek zajížděl do Prahy z Labe i v dalších letech. V roce 1857 provedli neúspěšný pokus o zavedení paroplavby v Praze J. W. Pierc a J. Winter.
28. června 1865 byla zahájena parníkem Praha osobní lodní doprava na Vltavě mezi Prahou a Štěchovicemi. Provozovala ji Pražská paroplavební společnost, jejímž významným činitelem byl František Dittrich, pozdější primátor. Její druhý parník byl Vyšehrad, avšak není totožný s dnešním parníkem Vyšehrad pocházejícím z roku 1938. Největší dopravní výkony měla vltavská osobní lodní doprava koncem 19. století a ve 40. letech 20. století. Nejtragičtějším momentem v historii osobní vodní dopravy na Vltavě bylo potopení parníku František Josef I. v roce 1898, při kterém zahynuly tři osoby.
V roce 1922 byl zorganizován první ročník kanoistického závodu České Budějovice – Praha.

## Dolní Vltava

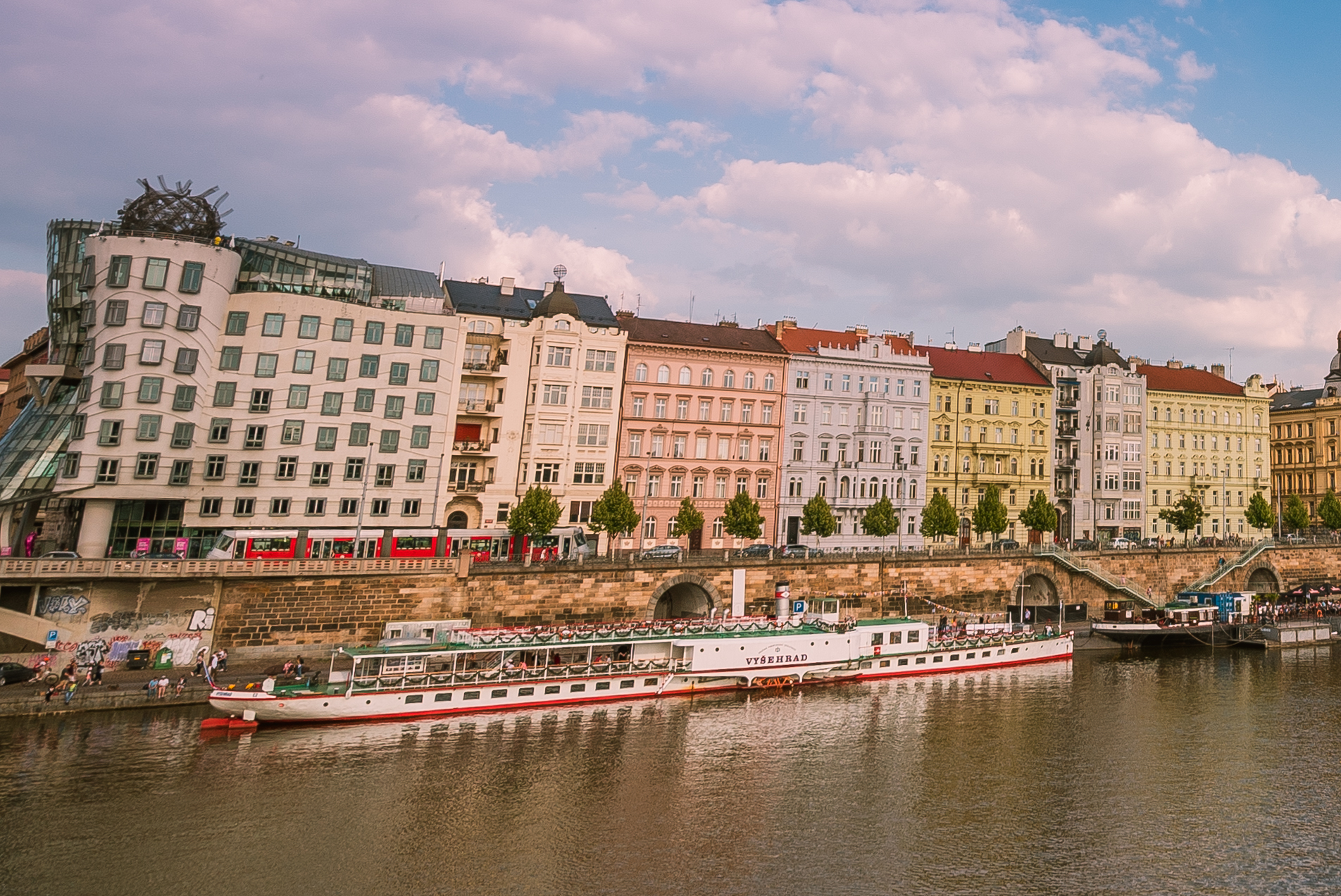
Kolesový parník Vyšehrad

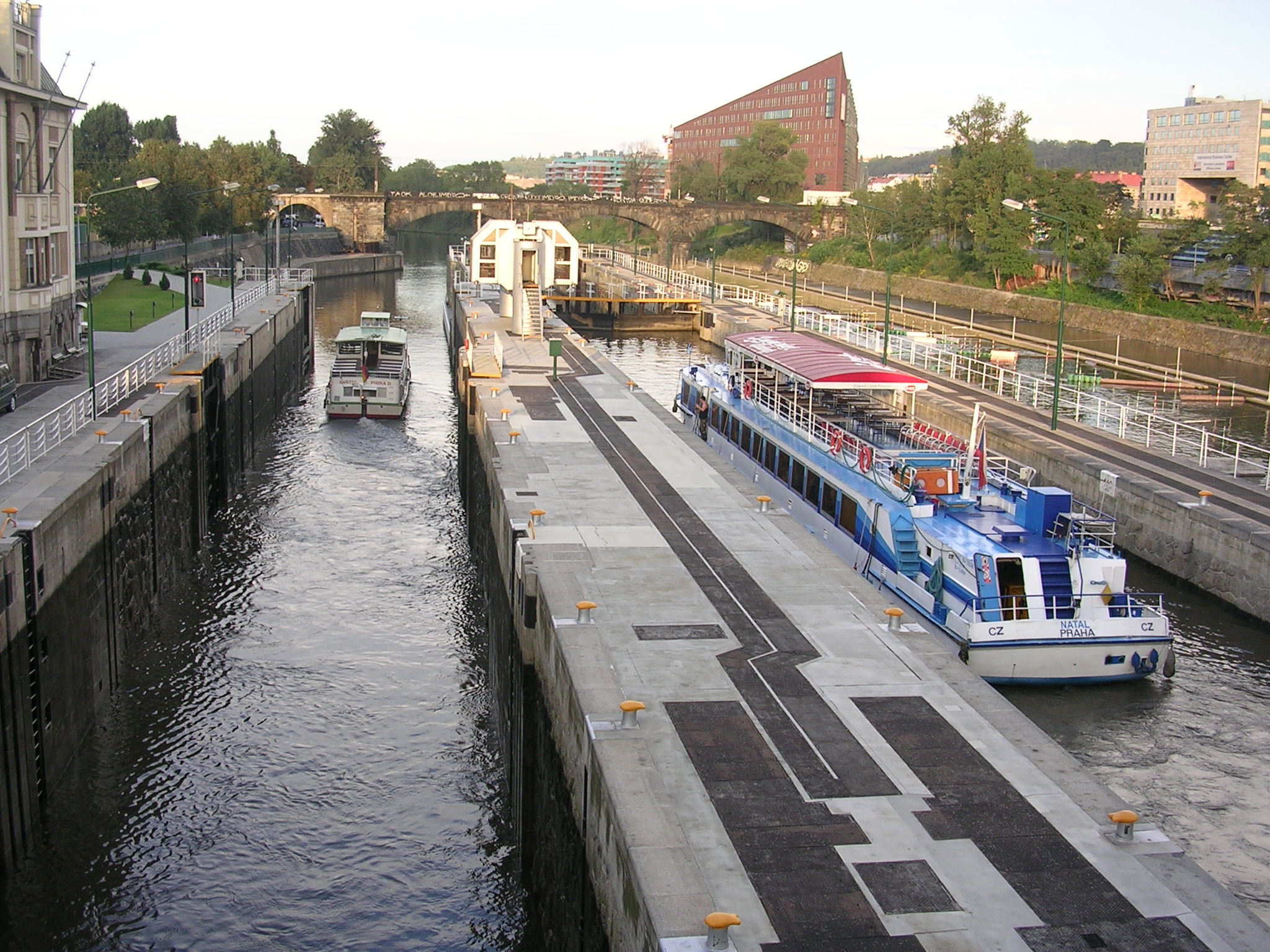
Zdymadlo Štvanice

### Linková plavba Praha – Mělník
- Pražská paroplavební společnost a. s. koná dvakrát až třikrát ročně tam a zpět plavbu z Prahy do Mělníka historickým kolesovým parníkem Vltava. V roce 2006 byla tato plavba označovaná jako příležitostná, v roce 2010 jako linková a v současnosti (2023) jako výletní.

- Trasa Praha, Rašínovo nábřeží (pravý břeh) – Praha,Troja (plavební kanál) – Mlčechvosty – Mělník (levý břeh Labe po soutoku s Vltavou). Délka plavby jedním směrem 54 km, celková doba jízdy 15 hodin, včetně 2,5 hodiny na prohlídku města Mělník.

### Linková doprava Nelahozeves – Mělník[2]
- Společnost Marina Vltava provozuje pravidelnou linkovou plavbu v trase Nelahozeves – Kralupy nad Vltavou – Lužec – Zelčín – Mělník. Linka je v provozu každou druhou neděli (v sudém týdnu) od začátku dubna po konec září. Doba plavby je 4 hodiny.

- Podrobnosti a jízdní řád viz stránky Mariny Vltava

### Linková doprava Nelahozeves – Troja
- Společnost Marina Vltava provozuje také pravidelnou linkovou plavbu v trase Nelahozeves – Kralupy nad Vltavou – Libčice nad Vltavou – Řež u Prahy – Praha,Troja. Linka je v provozu každou druhou neděli (v lichém týdnu) od začátku dubna po konec září.
- V sezóně 2012 se plavby konaly od 27. 6. do 26. 9. vždy ve středu. Přibyly zastávky Úholičky a Roztoky-dolby.[3]

### Linková doprava Praha – Troja[4]
- Pražská paroplavební společnost a. s. provozuje linkovou plavbu z centra Prahy do Troji k zoologické zahradě a zpět motorovou lodí Odra. Plaví se v létě denně, na jaře a na podzim jen o sobotách, nedělích a svátcích, tři až čtyři spoje denně každým směrem.
- Trasa: Praha, Rašínovo nábřeží (pravý břeh) – Praha, Troja (plavební kanál, pravý břeh, ZOO). Délka plavby jedním směrem 11 km, doba plavby 75 minut každým směrem.

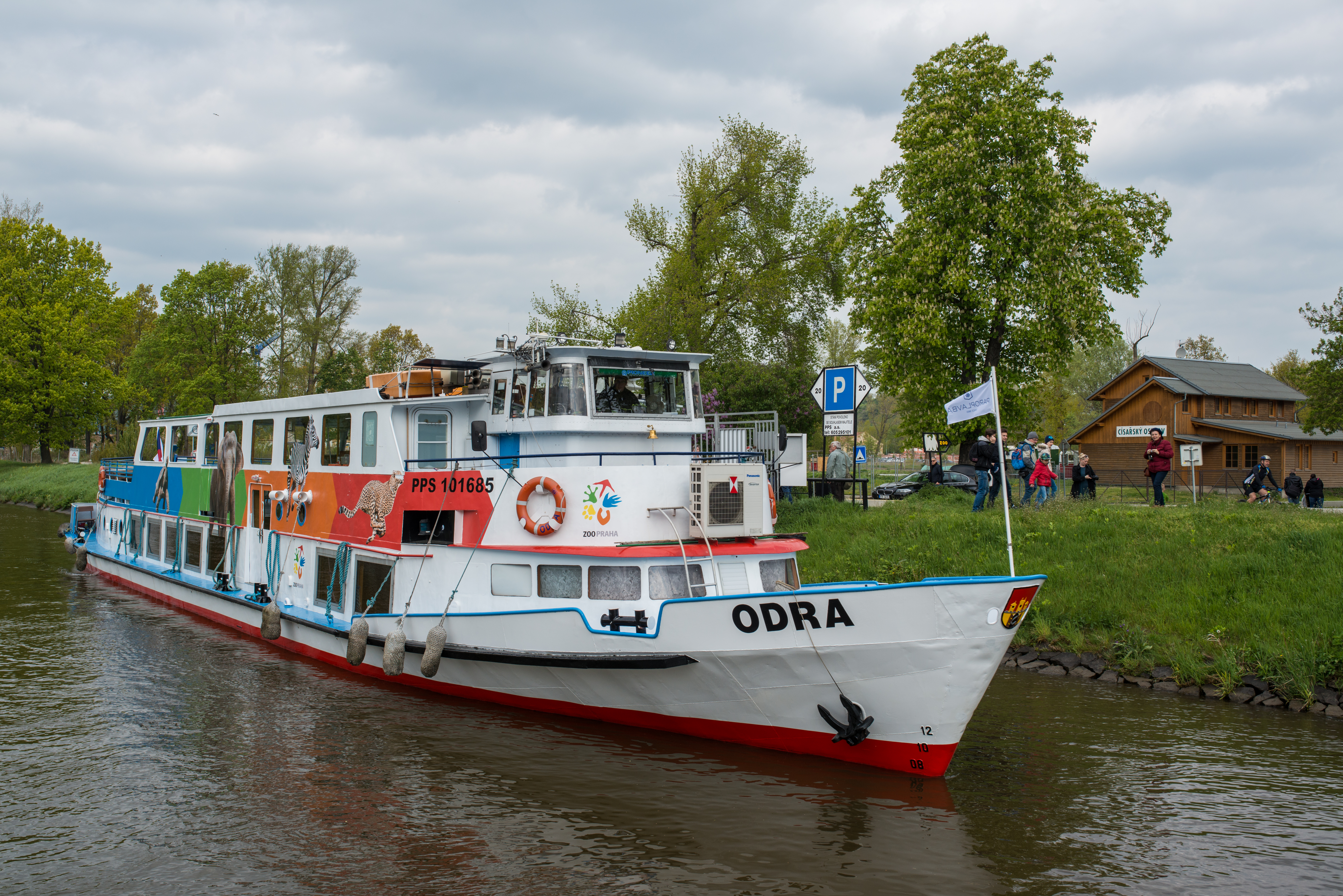
Plavba do zoo – loď Odra

- V roce 2010 je inzerována kromě stávající linky z Rašínova nábřeží ještě druhá linka k ZOO, a to od Nemocnice Na Františku.

### Přívozy Pražské integrované dopravy
- V roce 2024 v Praze funguje šest přívozních linek, které provozuje společnost Pražské Benátky, Pražská paroplavební společnost a VITTUS GROUP.[5] Jízdní řády a koordinaci dopravy zajišťuje Pražská integrovaná doprava (PID).[6]
- Linky jsou označeny vždy písmenem P a číslem dané linky.[7]
  - P1: Sedlec – Zámky
  - P2: V Podbabě – Podhoří
  - P3: Lihovar – Dvorce
  - P4: Dostihová – Belárie
  - P5: Císařská louka – Kotevní – Výtoň
  - P6: Lahovičky – Nádraží Modřany
- Spojení lodičkami mezi Slovanským, Dětským a Střeleckým ostrovem (přezdívané „želva“) fungovalo někdy kolem poloviny 20. století za jednokorunové jízdné.
- Od roku 2005 jsou postupně obnovovány pražské přívozy, a to v rámci Pražské integrované dopravy. V letech 2005 a 2006 byly obnoveny sedlecký a podbabský přívoz, v roce 2007 sezonní od smíchovského lihovaru do Podolí. Od 1. srpna 2008 jsou zavedeny dvě linky takzvaných přívozů (přívoz Císařská louka – Jiráskovo náměstí a přívoz Národní divadlo – Dětský ostrov), které však zároveň plní roli podélného říčního spojení. Jsou plně zařazené do Pražské integrované dopravy, jedna v oblasti pod Šítkovským jezem a druhá nad ním.

### Okružní plavby Prahou apod.
- Vyhlídkové trasy, oběd a večeře na lodi, diskotéka a další programy v různých cenových relacích provozují: Pražská paroplavební společnost a. s., Prague Boats s.r.o., Pražské Benátky s. r. o. . Santa Maria boats a další společnosti.

### Linková plavba Praha – Slapy[8]
- Pražská paroplavební společnost a. s. koná v letní sezóně o sobotách a nedělích jednou denně plavbu z Prahy do Třebenic a zpět motorovou lodí Cecílie nebo historickým parníkem Vltava.
- Trasa Praha, Rašínovo nábřeží (pravý břeh) – Měchenice – Sázava (dříve název Davle-Sázava) – Mandát (nová zastávka, v roce 2006 zde nestavělo) – Štěchovice – Slapská přehrada (Třebenice) (levý břeh, pod přehradou). Délka plavby jedním směrem 37 km, celková doba jízdy tam i zpět je 9,5 hodiny.

### Náhradní lodní doprava Výtoň – Podolí
- V roce 1975 a od března do července 1982 při výluce tramvaje v Praze pod vyšehradskou skálou a ve Vyšehradském tunelu byla zajištěna v úseku Výtoň – Podolí bezplatná náhradní doprava lodí Osobní lodní dopravy pražského Dopravního podniku, formálně v obou případech označena jako linka X-700.
- Bylo to natolik nezvyklé řešení, že se stalo zdrojem dodnes vyprávěných žertovných příhod (Pane učiteli, ujel mi parník. – Paní, tramvaj nejede, musíte si přestoupit na parník). Za pikantní bylo považováno, že v roce 1982 dopravu zajišťovala také loď Solidarita, ačkoliv toto slovo bylo v té době tabuizováno kvůli stejnojmennému odborovému hnutí, které narušovalo stabilitu komunistického režimu v Polsku.
- Další tramvajová výluka s náhradní lodní dopravou se konala v období od 3. do 30. listopadu 2008 (ukončena předčasně 26. listopadu[zdroj?]). Náhradní lodní linka Pražské paroplavební společnosti je značena X21, interval 10–15 minut, rozsah provozu 6–22 hodin, za mlhy nejezdí, platí na ní běžný tarif Pražské integrované dopravy (současně byly zavedeny i náhradní autobusové linky X17 a 728 spojující nábřeží se stanicemi linky metra C a prodloužen sezonní provoz přívozu P3).[9] Dopravu zajišťují mají zajišťovat dvě lodi, ve špičce tři.[10] Mají být nasazeny motorové lodi Odra a Visla a loď Danubio.[11]

### Náhradní lodní doprava Davle – Štěchovice
- Od 28. listopadu 2005 po dobu asi tří týdnů uzavírky silnice č. II/102 podél Vltavy zajišťovala náhradní dopravu také lodní linka v trase Davle, U Kiliána – Štěchovice. Náhradní lodní dopravu provozovala Pražská paroplavební společnost a platil na ní plně tarif Pražské integrované dopravy.

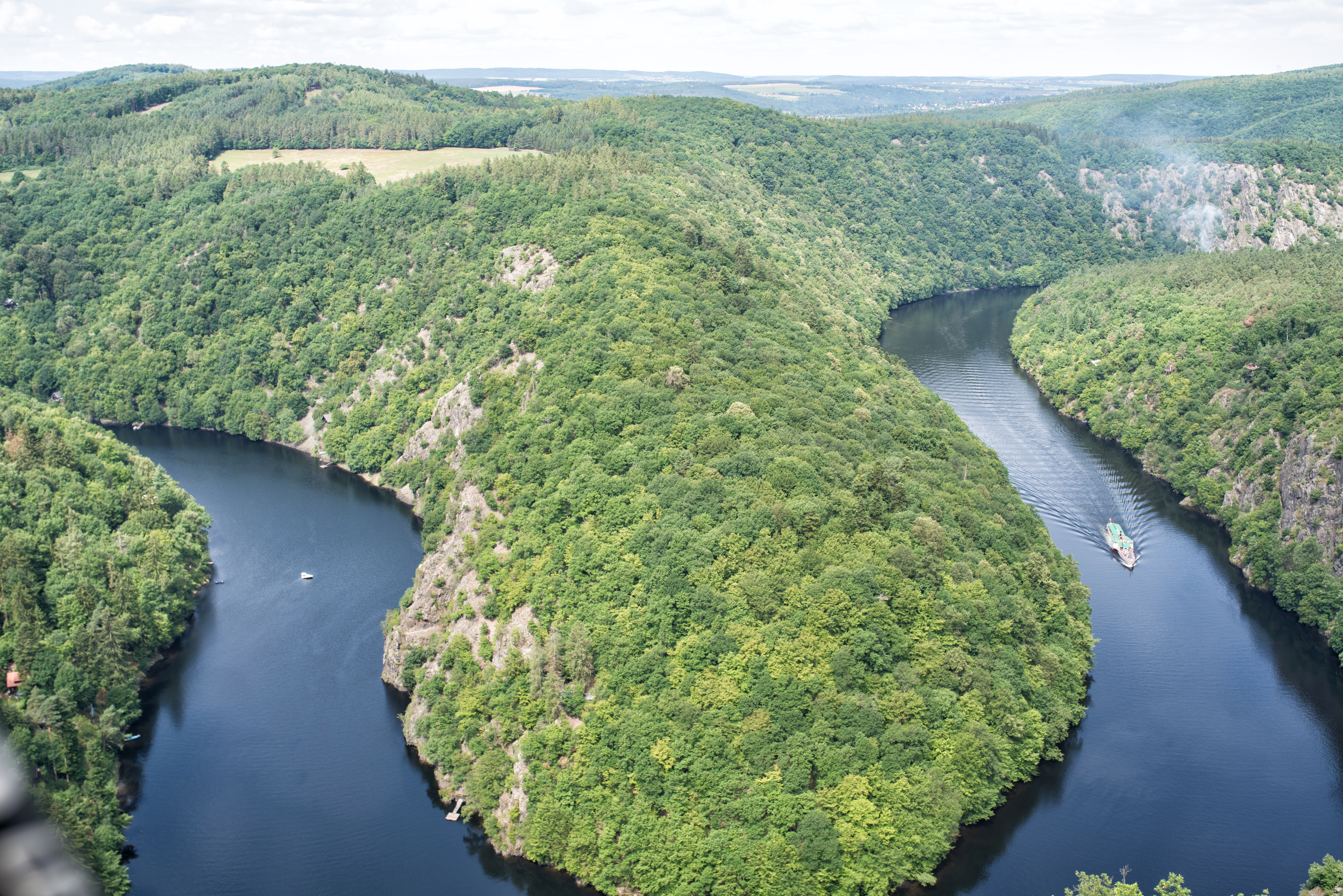
Parník Vltava během plavby na Slapy

## Vodní nádrž Slapy
- Lodní doprava Slapy[12] nabízí výletní plavby ze stanice Slapská přehrada s devíti zastávkami až do Nové Živohošti. Plavba trvá průměrně 1 hodinu a cestující mohou nastoupit a vystoupit na kterékoli z deseti zastávek. Služba je dostupná každoročně v letní sezóně od 1. července do 31. srpna. Lodní dopravu Slapy provozuje QUARTER.
- Pravidelná lodní doprava, dle pravidelného jízdního řádu 2024: Slapská přehrada – Skalice – Rabyně – Ždáň – Měřín – Hrdlička – Hotel Laguna – Živohošť-lanový park – Stará Živohošť – Nová Živohošť.[13]
- Linka měla verzi pokračující ve směru: Častoboř – Smilovice – Oboz – Cholín – Županovice – Zvírotice – Zrůbek – Roviště – Kamýk nad Vltavou – Žebrákov – Solenice – Přehrada Orlík. Linka, která měřila 52 km, trvala necelých 5 hodin. Avšak v roce 2011 byla trasa zrušena z důvodu nerentability.

## Vodní nádrž Orlík
- Orlická lodní doprava[14] nabízí výletní plavby ze stanice Popelíky s šesti zastávkami až na Orlík Zámek. Cestující mohou nastoupit a vystoupit na kterékoli z sedmi zastávek. Služba je dostupná každoročně v letní sezóně od 1. července do 31. srpna. Orlickou lodní dopravu provozuje QUARTER. Společnost nabízí svatby na lodi, okružní plavby s živou hudbou, večeří, vystoupením zpívajícího kapitána. Společnost dále nabízí plavby na přání. Mezi některé patří například Zámek Orlík – Hráz Orlík; Zámek Orlík – Hrad Zvíkov; Hrad Zvíkov – Zvíkovský most – Hrad Zvíkov; Hrad Zvíkov – Podolsko; Týn nad Vltavou – soutok Vltavy s Lužnicí – ke komoře Kořensko – Týn nad Vltavou; Zámek Orlík – Týn nad Vltavou; Hrad Zvíkov – Týn nad Vltavou; Zámek Orlík – Žďákovský most – Hrad Zvíkov – Zámek Orlík a další. Pravidelné okružní plavby jezdí například kolem zámku Orlík nebo kolem hradu Zvíkov až ke Štědronínu (Staré Anně).
- Flotila čítá 9 lodí se jmény Krumlov, Orlík, Lipno, Zvíkov, Vltava, Otava, Svatá Anna, Karina a Jacob.
- Pravidelná lodní doprava, dle pravidelného jízdního řádu 2024: Popelíky – Přehrada Orlík – Trhovky – Podskalí – Radava – Velký Vír – Orlík Zámek a zpět & Orlík Zámek – Zvíkov Hrad[15]Osobní lodní doprava na hněvkovickém přehradním jezeru

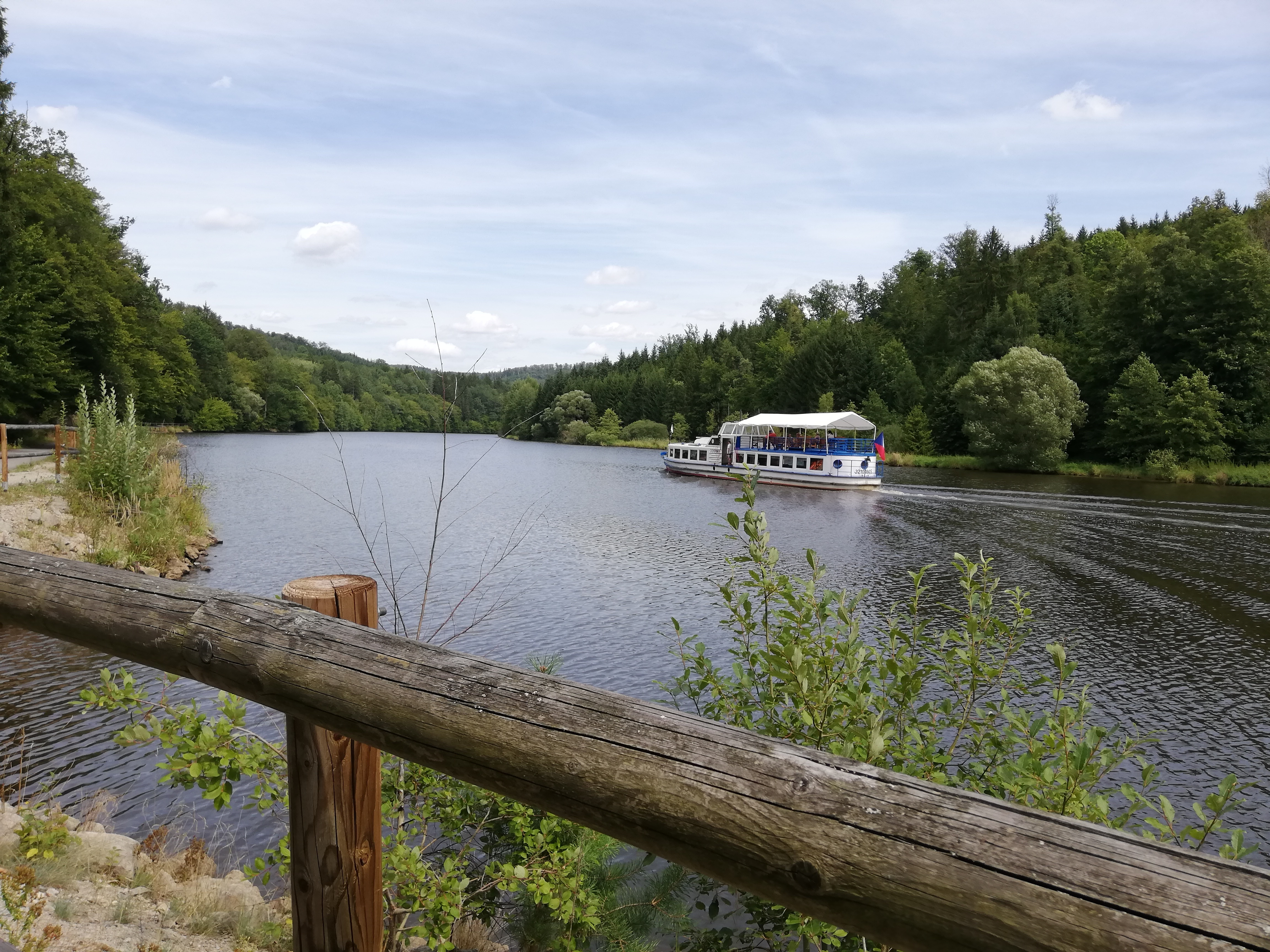
Osobní lodní doprava na hněvkovickém přehradním jezeru

## Vodní nádrž Hněvkovice
- Lodní doprava je i na vodní nádrži Hněvkovice.[16][17]

## České Budějovice
- Vyskytují se zmínky o tom, že v Českých Budějovicích na Vltavě a Malši zajišťovala lodní dopravu speciální provozovna Dopravního podniku Českých Budějovic (pravděpodobně v padesátých letech dvacátého století). Po provedených splavňovacích pracích a vybudování přístaviště Lannova loděnice u Dlouhého mostu (2009–2010) byla v srpnu 2010 zahájena výletní plavba k jezu v Českém Vrbném a zpět.[18] Od června 2011 pak byla plavba prodloužena na úsek mezi Českými Budějovicemi a Hlubokou nad Vltavou v délce 8,9 km.[19] Plavbu provozuje mj. společnost Českobudějovická plavební.[16][17]

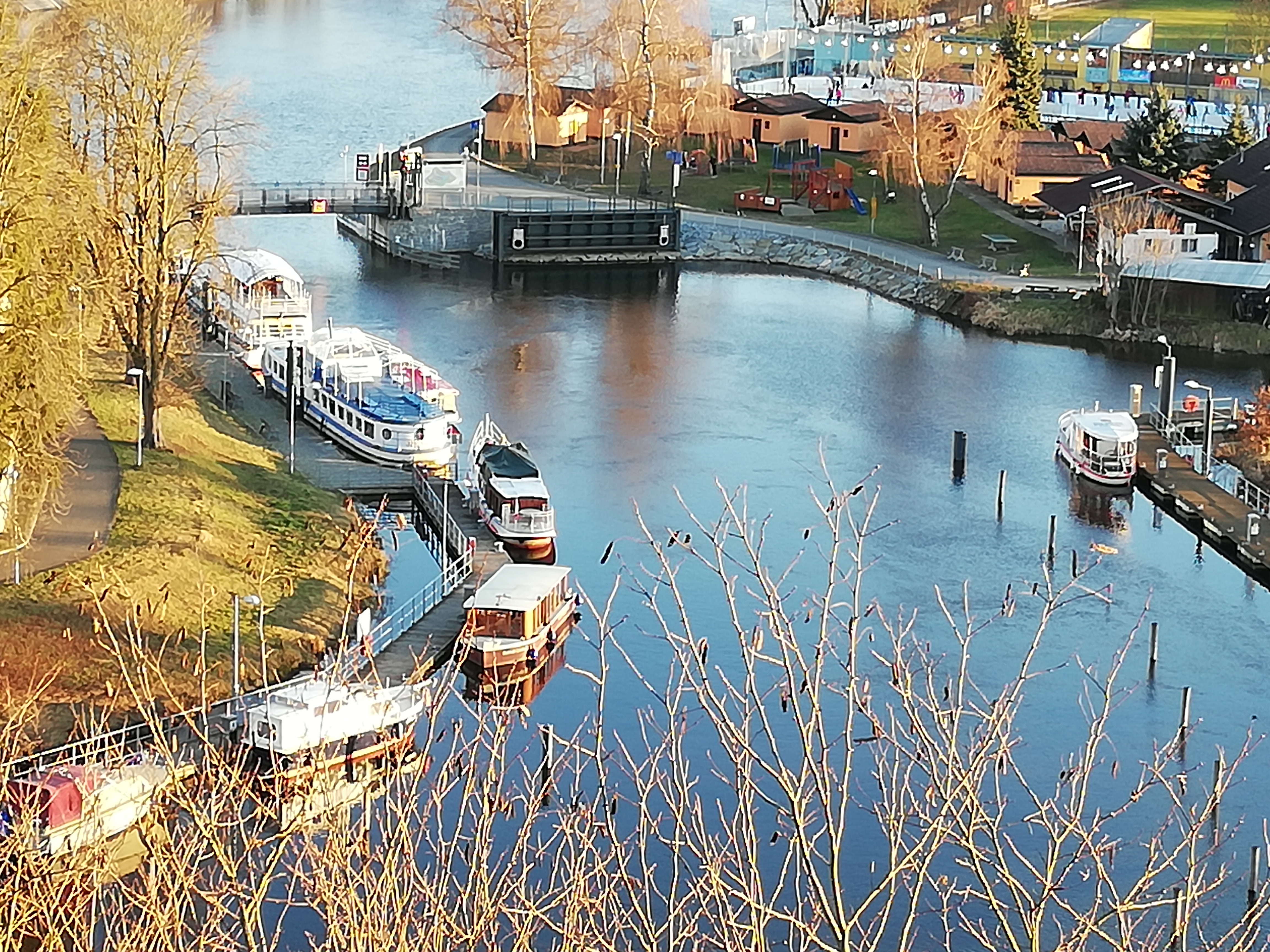
Sportovní přístav v Hluboké nad Vltavou

## Vodní nádrž Lipno
- Lipno Line[20] nabízí výlety lodí po přehradě Lipno. Jsou zde okružní plavby, charterové plavby a tematické plavby, například večerní plavby s hudbou a zábavou pro děti. Lodní dopravu po Lipenské přehradě zajišťuje ROSENBERGER - LIPNO-LINE. Do roku 1960 zajišťoval dopravu po nádrži Dopravní podnik Českých Budějovic.
- Flotila čítá tři lodě se jmény Adalbert Stifler, Smetana a Vltava.
- Kurz ŽLUTÁ nabízí okružní a linkové plavby podle jízdního řádu, večerní plavby a charterové cesty. Kurz FIALOVÁ zahrnuje okružní plavby, pravidelné spoje a soukromé plavby, s povolením pro kola, v hlavní sezóně pravidelně a mimo sezónu na objednávku. Kurz ZELENÁ poskytuje pravidelné linkové a soukromé plavby, také s možností převozu kol, s pravidelným provozem v hlavní sezóně a na objednávku mimo sezónu.[21]
- Kurz ŽLUTÁ: Lipno nad Vltavou – Frymburk – Dolní Vltavice – Frymburk – Lipno nad Vltavou
- Kurz ZELENÁ: Lipno nad Vltavou – Přední Výtoň – Frymburk – Dolní Vltavice – Černá v Pošumaví – Horní Planá
- Kurz FIALOVÁ: Horní Planá – Černá v Pošumaví – Dolní Vltavice – Černá v Pošumaví
- Na Lipenské přehradě jsou provozovány také tři přívozy v trasách:
  - Frymburk – Frýdava
  - Horní Planá – Bližší Lhota
  - Dolní Vltavice – Kyselov
- V polovině dubna 2012 údajně trojice mužů napadla Jiřího Broma, jednatele společnosti ROSENBERGER LIPNO-LINE, spol. s.r.o., a vydírala ho pod hrozbou fyzické likvidace. Mezi vyděrači údajně byl Vok Wippern, majitel řady nemovitostí na Lipensku a provozovatel přívozu v Dolní Vltavici, jeho syn René Wippern a jimi najatý cizinec, recidivista v podmínce. Brom i Wippern novinářům potvrdili, že byli ve sporu, ale Vok Wippern označil své obvinění za absurdní. Podle zdrojů si měl Wippern najmout cizince, který vylákal Broma pod záminkou obchodní schůzky do jedné restaurace, kde jej pak napadl se zbraní v ruce, nutil ho odstoupit od jistého podnikatelského záměru (údajně od zavedení pravidelné lodní dopravy[22]) a pro výstrahu mu ustřihl cop vlasů.[23] Koncem listopadu 2012 okresní soud v Českém Krumlově udělil najatému cizinci nepodmíněný trest odnětí svobody na dva roky a Vok a René Wippernovi dostali dvouletou podmínku s tříletou zkušební lhůtou. Podle soudu důvodem napadení nebyl konkurenční boj, ale pomsta za údajné pomluvy.[24]

###### Obecné
- Pražská integrovaná doprava - přívozy
- Lodní doprava Slapy Archivováno 12. 7. 2024 na Wayback Machine.
- Orlická lodní doprava Archivováno 12. 7. 2024 na Wayback Machine.
- LIPNO-LINE